# Арпаджик
Арпаджик (болг. Арпаджик) — село в Болгарии. Находится в Смолянской области, входит в общину Мадан. Население составляет 20 человек.

## Политическая ситуация
Арпаджик подчиняется непосредственно общине и не имеет своего кмета.
Кмет (мэр) общины Мадан — Атанас Александров Иванов (Болгарская социалистическая партия (БСП))по результатам выборов.